# Serpis
El Serpis, també anomenat localment Riu Blanc i riu d'Alcoi, és un riu del País Valencià que travessa les comarques de l'Alcoià, el Comtat i la Safor. Naix a les faldes de la Serra de Mariola, del Carrascar de la Font Roja, en els barrancs de Polop i Troncal, i en les faldes de La Carrasqueta. En el seu curs alt també rep el nom de riu d'Alcoi. Té un cabal mitjà de 2,5 m³/s en l'Orxa (el Comtat), una superfície de conca de 752,8 km² i una longitud de 74,5 km. Popularment s'ha reconegut el naixement del riu Serpis a la unió del riu Barxell i el riu Molinar.
A partir de l'Orxa el llit s'estreny i discorre per un angost congost entre la serra d'Agullent per l'esquerra i el massís de la Safor per la dreta. Este tram encaixonat es denomina barranc de l'Infern. Travessa la ciutat de Gandia, i desemboca en el Mediterrani vora el grau d'aquesta ciutat.

## Geografia

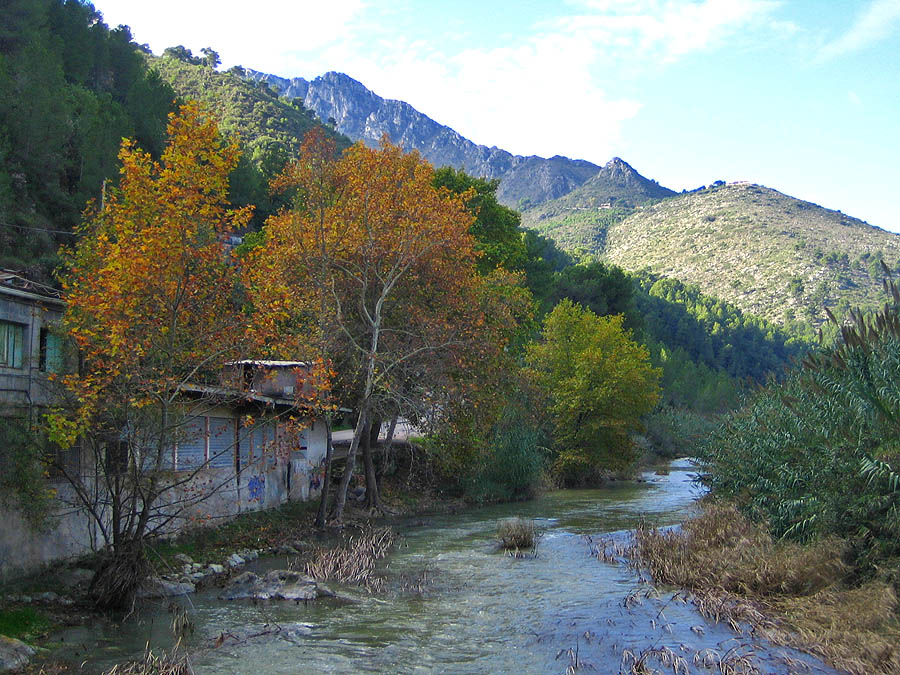
El riu Serpis prop de Vilallonga, a les muntanyes entre la plana de la Safor i l'Alcoià.

El riu Serpis naix als peus del Carrascar de la Font Roja, per la unió del barranc Polop i el barranc del Troncal. No obstant això, en aquesta part inicial el riu no sol dur aigua excepte en època de pluges. En les proximitats d'Alcoi, se li uneix, pel seu marge esquerre, el riu Barxell, de corrent continu, ja que arreplega part de l'aqüífer de la serra de Mariola. En aquest punt se l'anomena Riquer i ja dins d'Alcoi rep per la seua dreta al riu Molinar, també de poc cabal, però continu, ja que raja de la coneguda Font del Molinar. Des d'ací ja es denomina Serpis o riu d'Alcoi, i rep després pel seu marge dret les aportacions del barranc del Cinc i de la font del Xorrador.
El Serpis travessa després Cocentaina (rep per la dreta el riu Frainós o de Penàguila), l'Alqueria d'Asnar i Muro, a l'eixida del qual rep per l'esquerra l'aportació del riu d'Agres, crescut per la coneguda font d'Algars. Més tard arriba a Beniarrés, on es troba l'únic embassament construït sobre el riu, l'embassament de Beniarrés.
Aigües baix de l'embassament rep per la dreta les aportacions del barranc de l'Encantada. Posteriorment, el Serpis travessa els municipis de l'Orxa i entra en un congost del qual surt ja en Vilallonga, Potries, Beniarjó, Almoines i desemboca finalment a Gandia, poc després de rebre al seu principal afluent, el riu Vernissa.

## Poblacions que travessa
El riu Serpis travessa les següents localitats, totes al País Valencià: Alcoi (l'Alcoià), Cocentaina, l'Alqueria d'Asnar, Alcosser, Muro, Beniarrés, l'Orxa (el Comtat), Vilallonga, Potries, Beniflà, Beniarjó, Almoines, el Real de Gandia i Gandia (la Safor).

## Afluents
El riu Barxell o Riquer format pels barrancs de Polop i Troncal, arriba a la ciutat d'Alcoi després de passar pel Salt, un cingle calcari de més de vuitanta metres on en època de grans pluges crea una gran cascada. Ja dins de la ciutat en una zona canalitzada i enjardinada fins al pont de Cocentaina o Alcassares (1780) s'unixen el riu Uxola (barranquet de Soler), barranc del Cint o riu Benissaidó al marge esquerre, i passat el pont de Cadisenyo (1790), el barranc de la Cona i el riu Molinar (que naix a les faldes de la Carrasqueta) al marge dret. A l'eixida d'Alcoi rep les aigües de la depuradora.
Altres afluents són el riu de Penàguila (marge dret), el riu d'Agres (marge esquerre). En la Plana de Gandia, el riu Serpis passa per Beniarjó, i rep pel marge esquerre les aigües del riu Vernissa.

## Règim fluvial
Té un règim fluvial mediterrani amb un màxim al gener i un mínim a l'agost. Té fortes crescudes a la tardor a conseqüència de pluges torrencials. En la crescuda de l'1 d'octubre de 1986 va portar 770 m³/s a Beniarrés. El 3 de novembre de 1987 es va desbordar a Gandia com a conseqüència d'unes pluges de 720 mm en 24 hores.

## Embassaments
- Embassament de Beniarrés, amb 30 hm³ de capacitat per a ús agrícola.
- Assut d'en Carròs, a Vilallonga, el qual origina la major xarxa de séquies de la Safor.

## Dades d'interès
Caldria mencionar també l'existència de la Via verda del Serpis, també anomenada Via verda d'Alcoi, Via del tren Xixarra o Via del tren dels anglesos. Aquesta antiga via de ferrocarril que connectava Alcoi amb Gandia (una ruta ben complicada degut a l'orografia de la zona), va deixar de ser utilitzada l'any 1969 pel ferrocarril per la baixa rendibilitat i va ser condicionada per a ser utilitzada a peu, a cavall o en bici pels seus 53 kilòmetres de recorregut. 

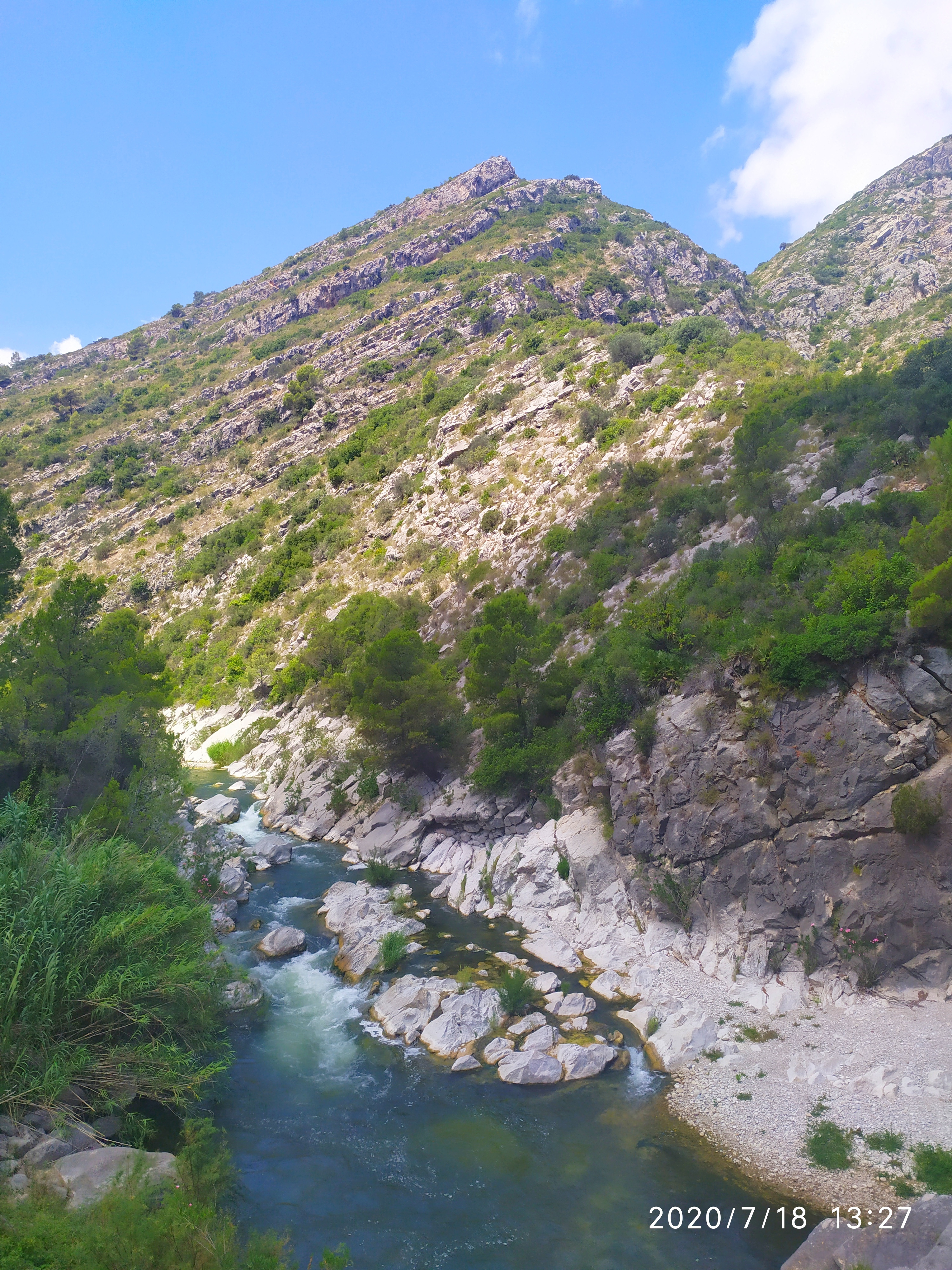
Via verda del Serpis, realitzada en el tram entre l'Orxa i Villalonga.
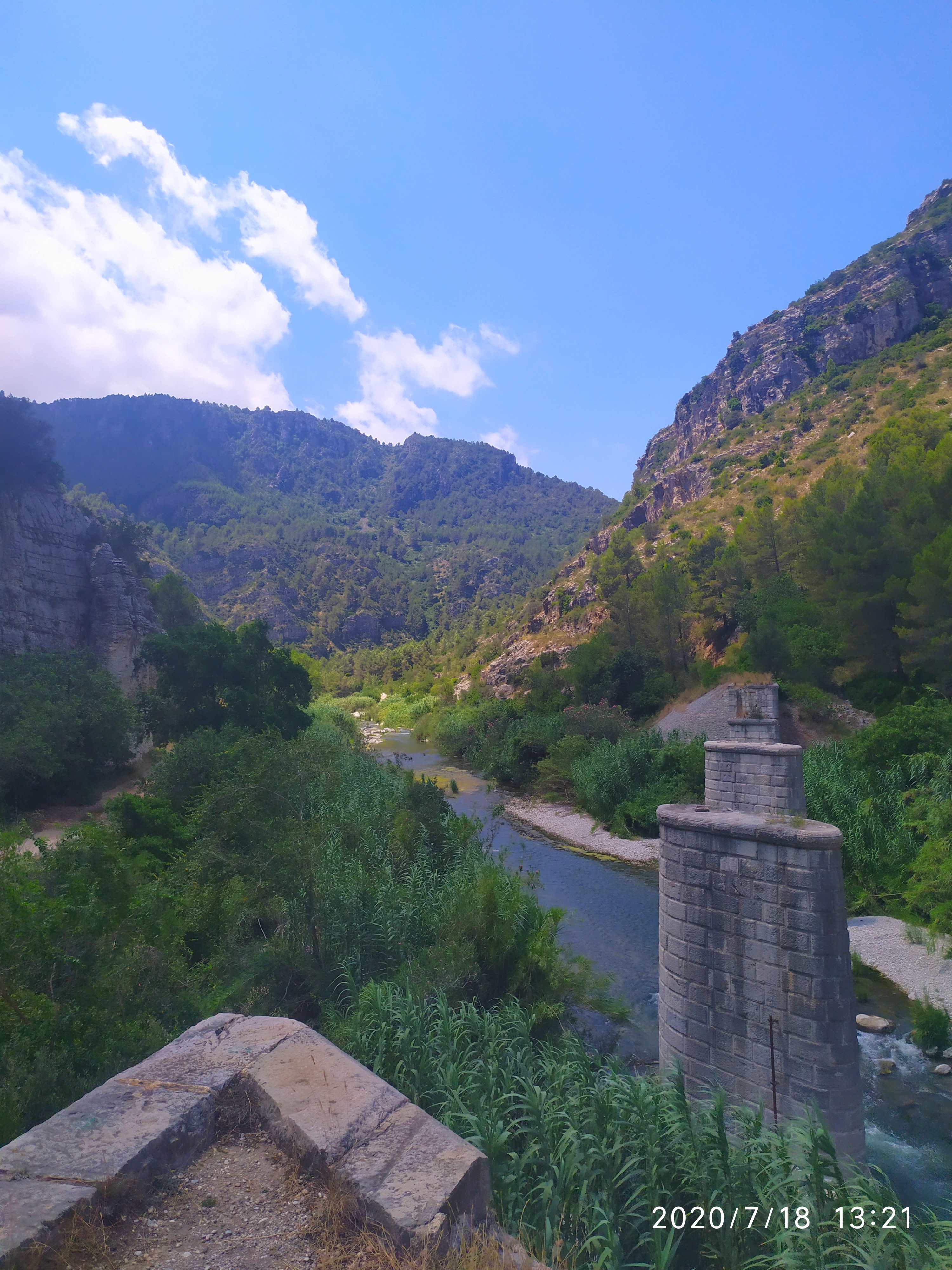
Via verda del Serpis, realitzada en el tram entre l'Orxa i Villalonga. Es pot veure ací els ciments per on antigament passava el ferrocarril.